# Frederico Augusto Álvares da Silva
Frederico Augusto Álvares da Silva (Juiz de Fora, 1828 — 1899), foi um desembargador e político brasileiro.
Foi nomeado vice-governador de Minas Gerais em 19 de novembro de 1890, assumindo o governo interinamente duas vezes, de 28 de dezembro de 1890 a 5 de janeiro de 1891 e de 12 de fevereiro a 17 de março de 1891.